# Castello-Molina di Fiemme
Castello-Molina di Fiemme é uma comuna italiana da região do Trentino-Alto Ádige, província de Trento, com cerca de 2.064 habitantes. Estende-se por uma área de 54 km², tendo uma densidade populacional de 38 hab/km². Faz divisa com Carano, Cavalese, Anterivo (BZ), Valfloriana, Pieve Tesino e Telve.